# 24 Hours of Daytona 2010
24 Hours of Daytona 2010 – 24-godzinny wyścig samochodowy na torze Daytona International Speedway w miejscowości Daytona Beach na Florydzie. Zawody odbyły się w dniach 30–31 stycznia 2010.

## Wyniki zawodów
| Poz.     | Klasa | Nr | Drużyna                               | Kierowcy                                                                                              | Okrążeń |
| -------- | ----- | -- | ------------------------------------- | --- | ------- |
| 1        | DP    | 9  | Action Express Racing                 | João Barbosa Terry Borcheller Ryan Dalziel Mike Rockenfeller                                          | 755     |
| 2        | DP    | 01 | Chip Ganassi Racing i Felix Sabates   | Max Papis Scott Pruett Memo Rojas Justin Wilson                                                       | 755     |
| 3        | DP    | 95 | Level 5 Motorsports                   | Christophe Bouchut Ryan Hunter-Reay Lucas Luhr Scott Tucker Richard Westbrook                         | 751     |
| 4        | DP    | 75 | Krohn Racing                          | Colin Braun Nic Jönsson Tracy Krohn Ricardo Zonta                                                     | 735     |
| 5        | DP    | 60 | Michael Shank Racing                  | Burt Frisselle Oswaldo Negri John Pew Mark Wilkins                                                    | 726     |
| 6        | DP    | 10 | SunTrust Racing                       | Max Angelelli Pedro Lamy Ricky Taylor Wayne Taylor                                                    | 711     |
| 7 (DNF)  | DP    | 6  | Michael Shank Racing                  | A. J. Allmendinger Brian Frisselle Mark Patterson Michael Valiante                                    | 707     |
| 8        | GT    | 70 | SpeedSource                           | Jonathan Bomarito Nick Ham David Haskell Sylvain Tremblay                                             | 707     |
| 9        | GT    | 67 | TRG/Flying Lizard Motorsports         | Jörg Bergmeister Patrick Long Seth Neiman Johannes van Overbeek                                       | 703     |
| 10       | GT    | 66 | The Racer's Group                     | Ted Ballou Kelly Collins Patrick Flanagan Wolf Henzler Andy Lally                                     | 691     |
| 11       | GT    | 57 | Stevenson Motorsports                 | Andrew Davis Robin Liddell Jan Magnussen                                                              | 683     |
| 12       | GT    | 44 | Magnus Racing                         | Jeroen Bleekemolen Richard Lietz John Potter Craig Stanton                                            | 683     |
| 13       | GT    | 40 | Dempsey Racing                        | Patrick Dempsey Charles Espenlaub Joe Foster Scott Maxwell                                            | 682     |
| 14       | GT    | 43 | Team Sahlen                           | Joe Nonnamaker Wayne Nonnamaker Will Nonnamaker Joe Sahlen                                            | 682     |
| 15       | GT    | 94 | Turner Motorsport                     | Bill Auberlen Paul Dalla Lana Joey Hand Boris Said                                                    | 675     |
| 16       | GT    | 71 | The Racer's Group                     | Timo Bernhard Romain Dumas Tim George, Jr. Bobby Labonte Spencer Pumpelly                             | 668     |
| 17       | GT    | 97 | Stevenson Motorsports                 | Matt Bell Mike Borkowski Brady Refenning Gunter Schaldach                                             | 661     |
| 18       | GT    | 32 | Corsa Team PR1                        | Rob Finlay Max Hyatt Thomas Merrill Jeff Westphal                                                     | 657     |
| 19       | GT    | 23 | Alex Job Racing                       | Jack Baldwin Claudio Burtin Dominik Farnbacher Mitch Pagerey Martin Ragginger                         | 656     |
| 20       | GT    | 22 | Bullet Racing                         | Ross Bentley Sean McIntosh Kees Nierop Darryl O'Young                                                 | 632     |
| 21 (DNF) | DP    | 99 | GAINSCO/Bob Stallings Racing          | Jon Fogarty Alex Gurney Jimmie Johnson Jimmy Vasser                                                   | 630     |
| 22       | GT    | 41 | Dempsey Racing/Team Seattle           | James Gue Leh Keen Don Kitch, Jr. Dave Lacey                                                          | 620     |
| 23 (DNF) | DP    | 55 | Crown Royal/NPN Racing                | Christophe Bouchut Sébastien Bourdais Emmanuel Collard Sascha Maassen Scott Tucker                    | 619     |
| 24       | DP    | 77 | Doran Racing                          | Memo Gidley Fabrizio Gollin Brad Jaeger Derek Johnston                                                | 612     |
| 25       | GT    | 14 | Autometrics Motorsports               | Cory Friedman Glen Gatlin Daniel Graeff Seth Thomas Ron Yarab, Jr.                                    | 611     |
| 26 (DNF) | DP    | 59 | Brumos Racing                         | David Donohue Hurley Haywood Darren Law Butch Leitzinger Raphael Matos                                | 582     |
| 27 (DNF) | DP    | 7  | Starworks Motorsport                  | Mike Forest Ian James Bill Lester Dion von Moltke                                                     | 549     |
| 28 (DNF) | GT    | 69 | SpeedSource                           | Emil Assentato Anthony Lazzaro Nick Longhi Jeff Segal                                                 | 488     |
| 29 (DNF) | GT    | 88 | Orbit Racing                          | John Baker Guy Cosmo Johnny Mowlem Tom Papadopoulos Lance Willsey                                     | 444     |
| 30 (DNF) | GT    | 48 | Miller Barrett Racing                 | Luke Hines Peter Ludwig Bryce Miller Kevin Roush                                                      | 411     |
| 31 (DNF) | GT    | 18 | TRG / Guardian Angel                  | Bob Doyle Bruce Ledoux David Quinlan Tom Sheehan Dan Watkins                                          | 386     |
| 32 (DNF) | DP    | 90 | Spirit of Daytona Racing              | Antonio García Darren Manning Paul Menard Buddy Rice                                                  | 346     |
| 33       | GT    | 63 | The Racer's Group                     | Zak Brown Richard Dean Henri Richard Mark Thomas Rene Villeneuve                                      | 335     |
| 34 (DNF) | DP    | 2  | Beyer Racing                          | Jared Beyer Dane Cameron Romeo Kapudija Jan-Dirk Lueders Cort Wagner                                  | 319     |
| 35 (DNF) | GT    | 19 | MCM/Black Flag Racing                 | Sean Breslin Sean Paul Breslin Riccardo Romagnoli Diego Romanini Jason Vinkemulder                    | 316     |
| 36 (DNF) | GT    | 20 | Matt Connolly Motorsports             | Christophe Lapierre Jos Menten Markus Palttala Oskar Slingerland                                      | 276     |
| 37 (DNF) | DP    | 02 | Chip Ganassi Racing i Felix Sabates   | Scott Dixon Dario Franchitti Jamie McMurray Juan Pablo Montoya                                        | 249     |
| 38 (DNF) | GT    | 07 | Godstone Ranch Motorsports / Team MBR | Paul Edwards Davy Jones John McCutchen Leighton Reese Scott Russell                                   | 201     |
| 39       | GT    | 21 | Matt Connolly Motorsports             | Jim Briody Toto Lassally Gabrio Rosa Tomas Steuer Spencer Trenery                                     | 153     |
| 40 (DNF) | GT    | 46 | Autohaus Motorsports                  | Peter Collins Romain Iannetta Shane Lewis Richard Zahn                                                | 125     |
| 41 (DNF) | GT    | 52 | Wil Mar Racing                        | Giuseppe Carlo Castellano Bob Michaelian Jim Michaelian Jay Wilton Filippo Marchino Nathan Swatzbaugh | 112     |
| 42 (DNF) | GT    | 64 | JLowe Racing                          | Jim Lowe Eric Lux Jim Pace Tim Sugden James Walker                                                    | 100     |
| 43 (DNF) | GT    | 30 | Racers Edge Motorsports               | Glenn Bocchino Jade Buford John Edwards Todd Lamb Jordan Taylor                                       | 69      |
| 44 (DNF) | GT    | 42 | Team Sahlen                           | Joe Nonnamaker Wayne Nonnamaker Will Nonnamaker Joe Sahlen                                            | 27      |
| 45 (DNS) | GT    | 08 | Sigalsport                            | Fred Poordad Gene Sigal Rusty West Roger Yasukawa                                                     | 0       |